# Тепечитлан
Тепечитлан (исп. Tepechitlán) — небольшой город и административный центр одноимённого муниципалитета в Мексике, штат Сакатекас. Численность населения, по данным переписи 2010 года, составила 4600 человек.

## Общие сведения
Название Tepechitlán с языка науатль можно перевести как — скалистая местность.
В доиспанские времена Тепечитлан входил в состав государств саксканов (исп. caxcán).